# Basale dendriet

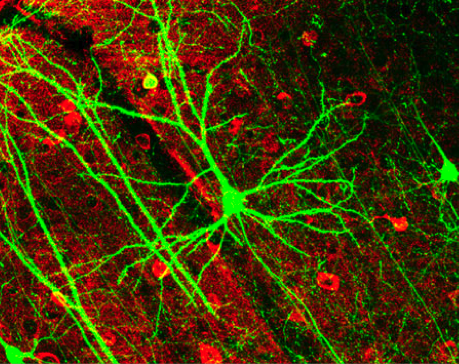
Piramidecel

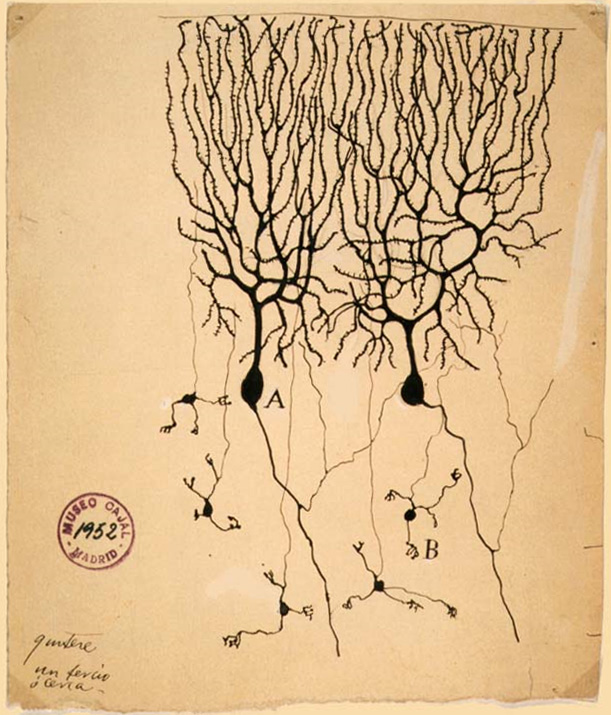
Purkinjecellen (A) en korrelcellen (B) in de hersenschors van de kleine hersenen bij een duif

De basale dendriet is een dendriet, die ontstaat aan de basis van de piramidecel en kortere radiaal verdeelde dendrieten omvat die impulsen ontvangen van de piramidecellen en nabijgelegen neuronen. De impulsen worden doorgegeven aan het soma of het cellichaam. Door hun directe hechting aan het cellichaam zelf, kunnen basale dendrieten sterke depolariserende stromen afgeven en daardoor een sterk effect hebben op de actiepotentiaaloutput in neuronen.
De fysieke kenmerken van basale dendrieten variëren op basis van hun locatie en de soort waarin ze voorkomen. Zo zijn de basale dendrieten van mensen in het algemeen de meest ingewikkelde en komen ze in een grote dichtheid bij de ruggengraat voor in vergelijking met andere soorten zoals makaken. Er wordt ook opgemerkt dat basale dendrieten van de prefrontale cortex groter en complexer zijn in vergelijking met de kleinere en eenvoudigere dendrieten in de visuele cortex. Basale dendrieten zijn in staat enorme hoeveelheden prikkels, die verantwoordelijk zijn voor veel van de verschillende niet-lineaire reacties van modulerende informatie in de neocortex, analoog te verwerken. Basale dendrieten bestaan bovendien tijdelijk in de korrelcellen (Neuronum granuliforme) van de gyrus dentatus, voordat ze verwijderd worden door regulerende factoren. Deze verwijdering vindt meestal plaats voordat de cel de volwassen leeftijd bereikt en aangenomen wordt dat het door intracellulaire en extracellulaire signalen wordt gereguleerd.
Basale dendrieten maken deel uit van de meer overkoepelende dendritische boomstructuur, die aanwezig is bij piramidecellen. Ze vormen samen met de apicale dendrieten het deel van het neuron dat het grootste deel van de elektrische signalen ontvangt. Basale dendrieten blijken voornamelijk betrokken te zijn bij de verwerking van neocorticale informatie.

## Dendritische boomstructuur
Basale dendrieten maken deel uit van de selectieve dendritische boomstructuren. Deze boomstructuren zijn geclassificeerd als selectief, omdat ze niet volledig ruimtevullend zijn, maar meer dan één specifieke of selectieve verbinding tot stand brengen. Bijvoorbeeld, bij de hippocampus-CA1 piramidecel van een rat, zijn er 5 basale dendrieten op het perikaryon met 30 vertakkingsplaatsen, terwijl ruimtevullende dendritische boomstructuren honderden vertakkingspunten kunnen hebben en selectieve boomstructuren slechts 0 of 1 kan hebben. Figuur 2 is een weergave van CA1-piramidecellen van een rat, met veel vertakkingspunten en de dendritische lengte.

## Genexpressie
Bij een onderzoek naar de genen, die verband houden met de basale dendrieten, is er een bewezen verband met het TAOK2-gen en de interactie ervan met de NPR1-SEMA3A-baan gevonden. Onderzoek toont groei van basale dendrieten wanneer meer van het TAOK2-gen tot expressie wordt gebracht, terwijl lagere expressie het aantal dendrieten bij muizen vermindert. Bovendien treedt een afnemende expressie van basale dendrieten op wanneer het Nrp1-gen wordt downgereguleerd. Het effect kan echter worden opgeheven door overexpressie van TAOK2.